# Stenoponia ponera
Stenoponia ponera är en loppart som beskrevs av Traub et Johnson 1952. Stenoponia ponera ingår i släktet Stenoponia och familjen mullvadsloppor. Inga underarter finns listade i Catalogue of Life.